# خوسيه مانويل كارينيو
خوسيه مانويل كارينيو هو راقص باليه كوبي، ولد في 25 مايو 1968 في هافانا في كوبا.